# Thunder Dolphin
A Thunder Dolphin egy 80 méter magas acél hullámvasút a Tokyo Dome City Attractions vidámparkban, Tokióban. Tervezője és építője az Intamin AG.
A 130 km/h sebességet is elérő hullámvasút 1 100 méteres pályán működik. Különlegessége, hogy a hullámvasút a világon első belső rész nélküli óriáskerék, a Big O közepén halad át.

## Galéria

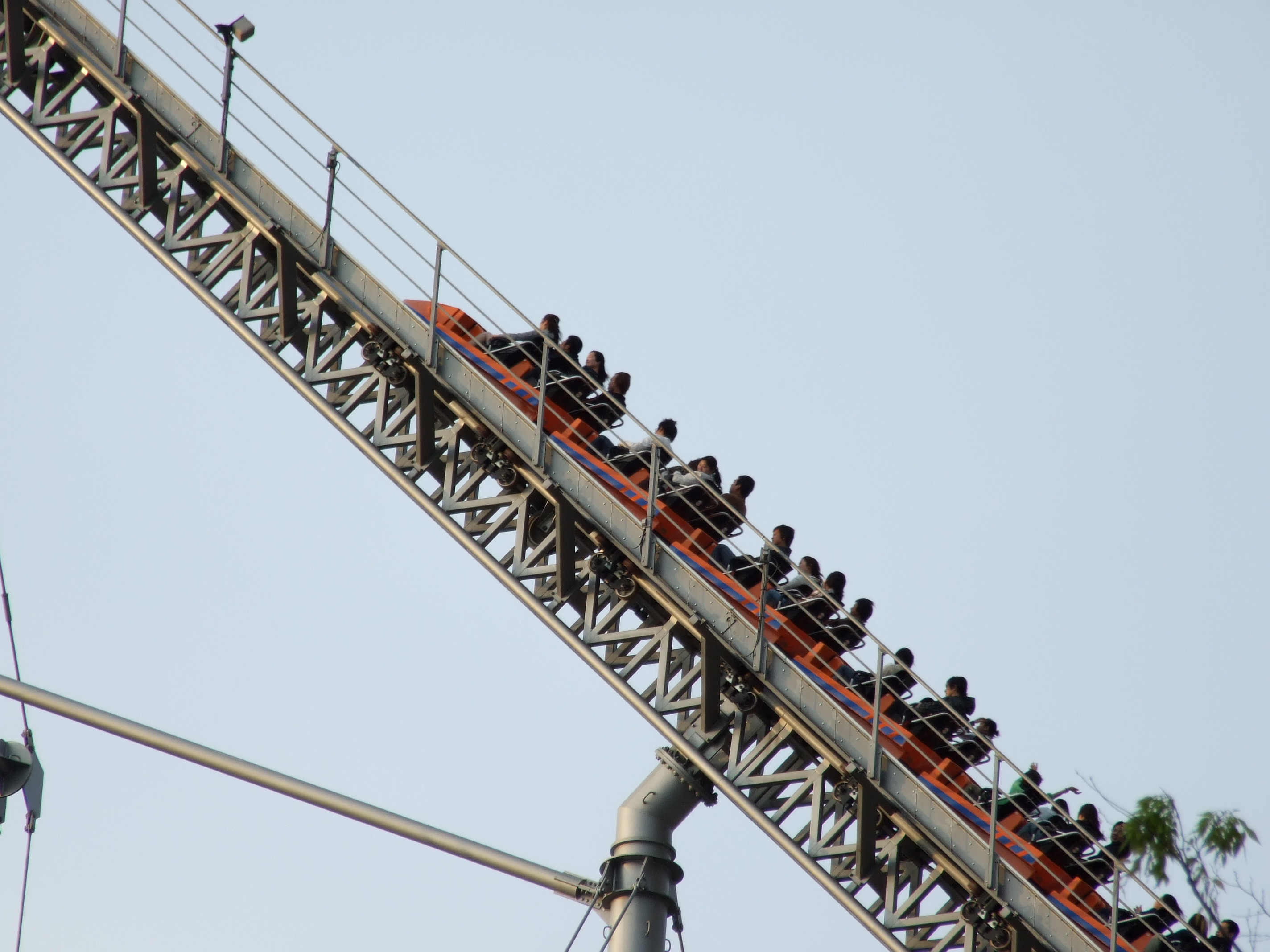
Az emelkedő szakasz